# Castle Combe Circuit
Das Castle Combe Circuit ist eine Motorsport-Rennstrecke in der Grafschaft Wiltshire in England.

## Lage

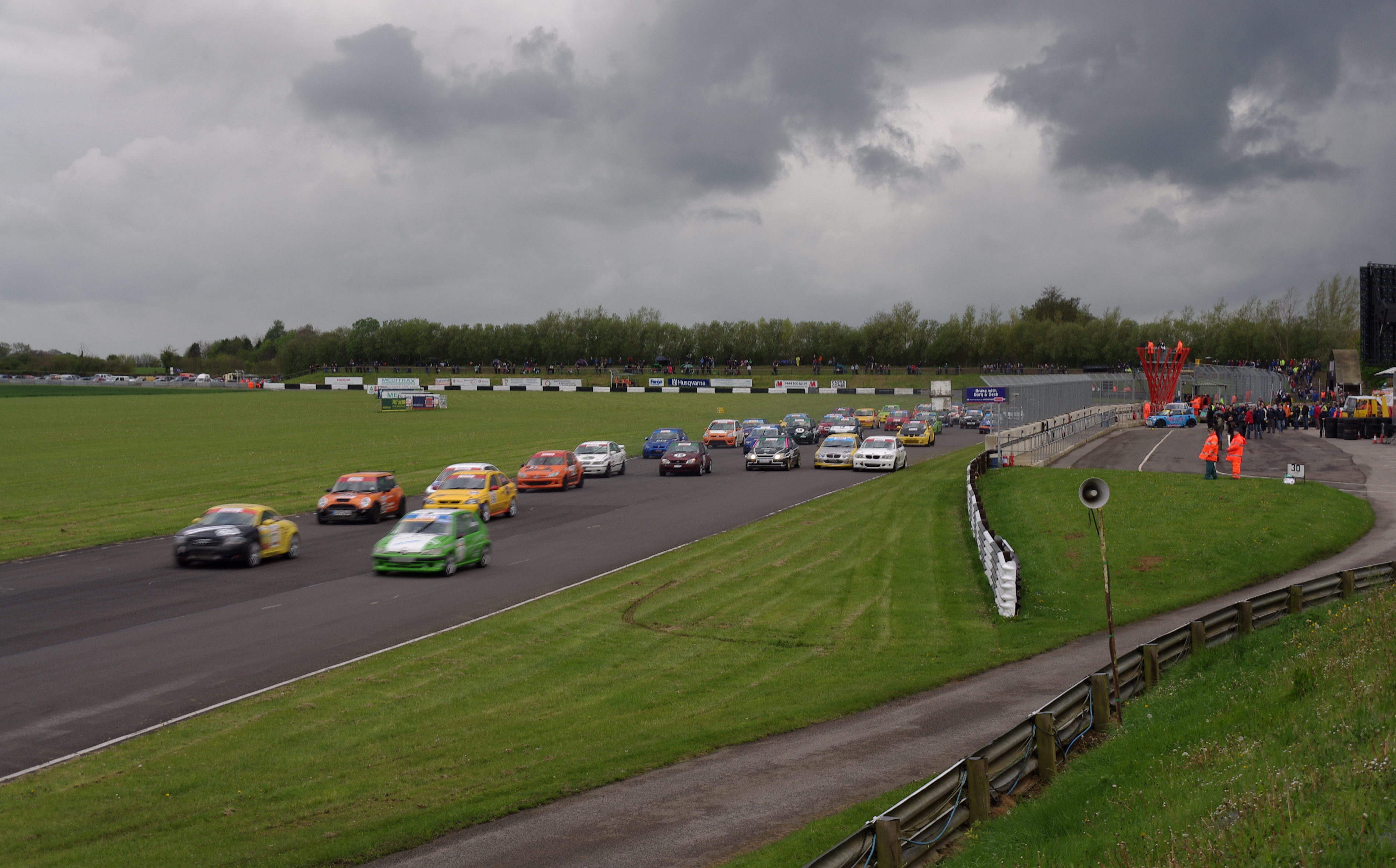
Castle Combe – Startgerade und Boxengasse

Die Rennstrecke befindet sich circa 32 km entfernt von Bristol auf einem stillgelegten RAF-Flugfeld. Das ozeanische Klima der Region hat seine Auswirkungen auf die Strecke die oft feucht ist.

## Geschichte
Nach dem Zweiten Weltkrieg wurde das Gelände mit einem 1941 für Trainingszwecke angelegte Flugfeld nach vorübergehender Nutzung als Flüchtlingslager im Jahr 1948 an die Gorst-Familie zurückgegeben. Durch familiäre Beziehungen zu Frazer-Nash Cars und Bristol Cars wurden ab 1950 die ersten Rennen mit dem Bristol Motorcycle & Light Car Club ausgetragen. Sicherheitsauflagen des RAC im Nachgang des Le Mans Unfalls 1955 führten zum Verkauf an Fraser-Nash Cars als Teststrecke und zur Einstellung der Automobilrennen, woraufhin der Kurs für einige Jahre nur für Motorradrennen verwendet wurde.

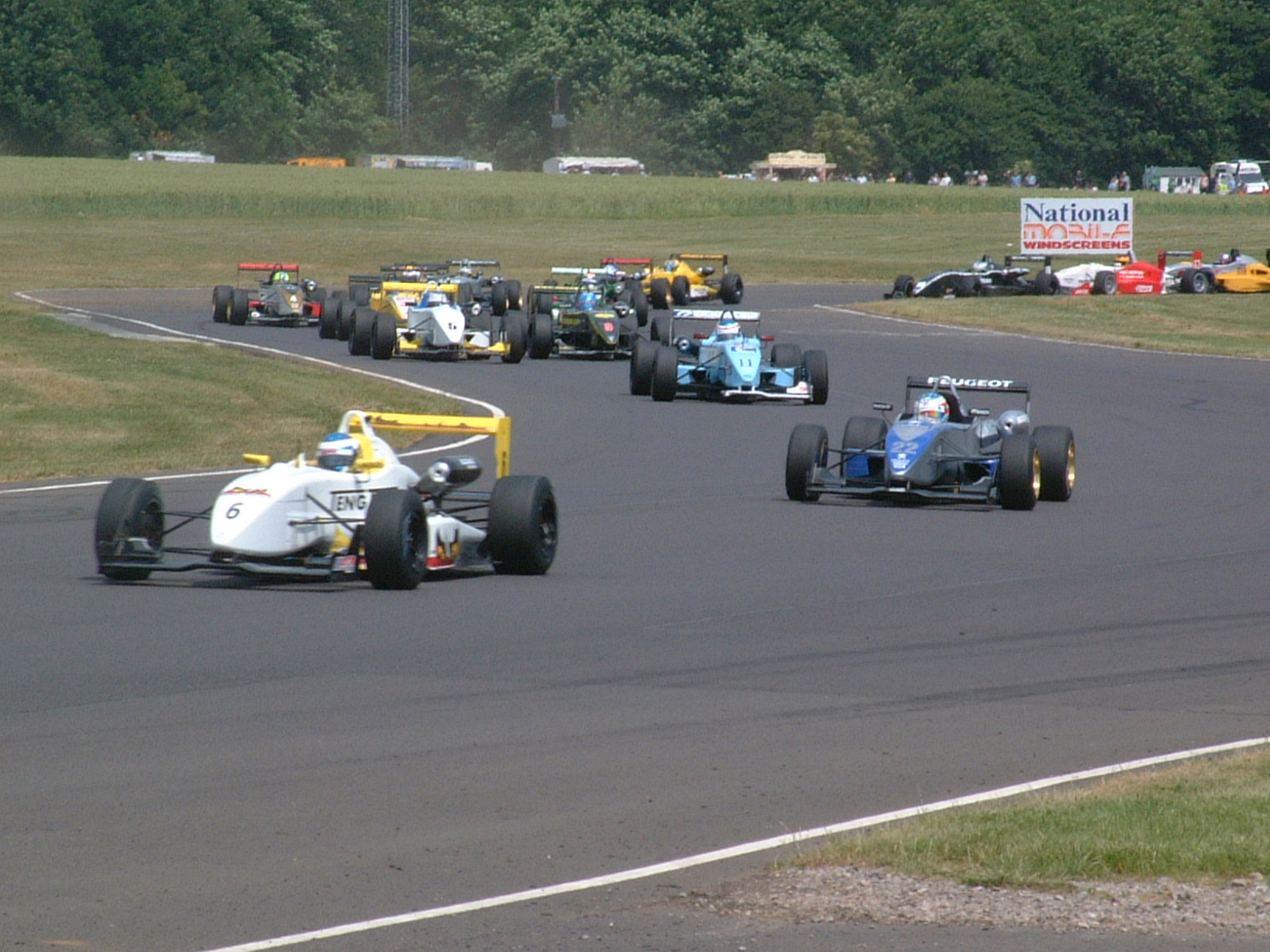
Schikane auf dem Castle Combe-Circuit bei einem Formel 3 Rennen 2003

Der British Racing and Sports Car Club überzeugte die Eigentümer 1962 die Strecke erneut für Autorennen zu verwenden. 1970 wurde ein Rennen der F5000 dort ausgetragen. 1997 stellte Nigel Greensall beim BOSS Championship mit 270,71 km/h einen neuen Rekord auf. Doch im Folgejahr 1998 kam es bei einem Training der TVR Tuscan Challenge zu einem tödlichen Unfall in der Camp Corner als ein abgerissenes Rad in die Zuschauer flog und einen Mann tötete. In der Folge wurden 2 Schikanen auf den schnellen Geraden gebaut um die Strecke langsamer zu machen. 2001 wurde im Vorfeld des Antretens der britischen Superbike-Meisterschaft eine dritte Schikane vor der letzten Kurve hinzugefügt.
Dank den besseren Sicherheitsvorkehrungen wurden nun auch Rennen der Britischen Formel-3-Meisterschaft und dem Britischen GT Championship dort ausgetragen. Lärmbeschwerden von Anwohnern im Jahr 2005 sorgten dafür, dass diese Meisterschaften heute nicht mehr antreten können.
Heutzutage werden vor allem Clubsport-Events und spezielle streckeneigene GT-, Tourenwagen- und Formel-Rennen, welche die streckenspezifischen Lärmauflagen beachten, dort veranstaltet. Auch findet regelmäßig ein Wettbewerb für Fahrzeuge mit alternativen Antrieben statt.

## Einzelnachweise

Panorama der Tower Corner auf dem Castle Combe Circuit

## Rekorde
| Rennserie          | Zeit     | Fahrer        | Wagen                   | Veranstaltung                      |
| ------------------ | -------- | ------------- | ----------------------- | ---------------------------------- |
| GT1                | 1:04.254 | Steve Warnock | Lister Storm GT         | Castle Combe British GT round 2002 |
| GT3                | 1:04.355 | Lucky Khera   | Lamborghini Huracán GT3 | Castle Combe GT round 2022         |
| TCR                | 1:07.066 | Chris Smiley  | Honda Civic Typ R TCR   | Castle Combe TCR UK round 2022     |
| Formel 2           | 1:16.200 | Bob Gerard    | Cooper T23              | Joe Fry Memorial Trophy 1953       |
| Silhouettefahrzeug | 1:04.959 | Craig Dolby   | Volvo S60 6200          | Castle Combe GT round 2018         |
| Le-Mans-Prototyp   | 1:05.021 | Ian Heward    | Rapier 6 SR2            | Castle Combe Britcar GT round 2011 |